# Hubert von Luschka
Hubert von Luschka (n. 27 iulie 1820, Konstanz - d. 1 martie 1875, Tübingen) a fost un renumit anatomist german al secolului al XIX-lea.

## Biografie
Hubert von Luschka a fost un renumit anatomist german al secolului al XIX. S-a născut în Konstanz pe 27 iulie 1820 sub numele Hubert Luschka. El a câștigat titlu de nobil și a început să folosească titlul von în numele său în 1865. A decedat pe 1 martie 1875 în Tübingen.
A început inițial studii de farmacie, dar în 1841 a plecat la Freiburg pentru a studia medicina. El și-a continuat studiile la Heidelberg între 1843 - 1844 și apoi s-a întors la Freiburg. Luschka a susținut examenul de stat în Karlsruhe în 1844 și a practicat medicina pentru o perioadă în Meersburg.
În 1845 a devenit asistentul lui Georg Friedrich Ludwig Stromeyer (1804 - 1876) și a efectuat călătorii științifice la Paris, Viena, în Italia, și de asemenea, a practicat în orașul său natal.
Din 1849 a lucrat la Universitatea din Tübingen ca profesor extraordinar, iar în 1855, după retragerea lui Friedrich Arnold (1803 - 1890), a fost numit profesor titular și director al Institutului anatomic. El a rămas în acest post până la moartea sa, în 1875.
În activitatea sa, el s-a preocupat în special de necesitatea ca anatomie să fie conectată într-un mod practic de medicină și chirurgie. Lucrarea sa Anatomie des Menschen in Rücksicht auf das Bedürfnis der praktischen Heilkunde (1862 - 1869) a avut scopul de a oferi o astfel de legătură.
A fost unul dintre primii care a efectuat cercetări anatomice detaliate pe cadavre normale. A publicat o serie de cărți care acopereau aspectele specifice ale anatomiei, cum ar fi nervii mâini și vasele sanguine ale creierului. După numele lui au fost denumite mai multe structuri anatomice, inclusiv orificiul Luschka, amigdala Luschka, cartilajul Luschka.

## Eponime legate de Luschka
- Amigdala (glanda) Luschka sau amigdala (tonsila) faringiană (Tonsilla pharyngealis) - o aglomerare de noduli limfoizii, agregați mai mult sau mai puțin, aflați pe peretele posterior și pe bolta nazofaringelui, hipertrofia lor constituie o starea morbidă numită vegetații adenoide.
- Antrul cardiac Luschka - dilatarea distală a esofagului.
- Articulațiile Luschka sau articulațiile uncovertebrale - o serie de structuri asemănătoare articulațiilor pe marginile laterale ale corpurilor vertebrale de la vertebra C3 până la T1, care formează protuberanțe mici osteofitice pe suprafața superioară, acoperită cu un cartilaj, și conțin o capsulă umplută cu lichid. Sunt considerate de unii autori ca fiind articulații diartrodiale adevărate, iar de alții ca fiind spații degenerative ale discurilor intervertebrale umplute cu lichid extracelular și căptușită cu o membrana formată din fibrocite. Articulațiile Luschka sunt sedii frecvente pentru formațiuni osteofitice.
- Bursa Luschka sau bursa faringiană (Bursa pharyngea) - o rămășiță notocordală chistica găsită inconstant în peretele posterior al nazofaringelui, la capătul de jos al amigdalelor faringiene.
- Cartilajul Luschka sau cartilajul sesamoid al ligamentului vocal (Cartilago sesamoidea ligamenti vocalis) - un nodul mic cartilaginos găsit ocazional în ligamentele vocale ale corzilor vocale.
- Criptele Luschka - cripte epiteliale ale mucoasei vezicii biliare care penetrează stratul muscular.
- Ducturile Luschka - structuri tubulare mici în peretele vezicii biliare, unele fiind conectate cu canalele biliare intrahepatice dar, de obicei, fără conexiune cu lumenul vezicii biliare.
- Fibrele Luschka sau fibrele musculare prerectale - fibrele musculare ale mușchiului ridicător anal care se întâlnesc între anus și vagin în corpul perineului.
- Fosa (foseta) Luschka sau recesul ileocecal superior (Recessus ileocecalis superior) - un  reces peritoneal ocazional aflat între ileonul terminal, cecum și artera ileocolică.
- Glandele cistice Luschka sau glandele mucoasei biliare (Glandulae mucosae biliosae) - glande tubuloalveolare mucoase mici în mucoasa canalelor biliare mari și mai ales în colului veziculei biliare.
- Glomusul Luschka (glanda Luschka, ganglionul Luschka) sau glomusul coccigian (Corpus coccygeum) - o anastomoză arteriovenoasă (arteriolovenulară) la capătul arterei sacrale mediene, aflată pe fața pelviană (anterioară) a vârfului coccisului. Are o formă ovală și este formată de mase neregulate de celule epitelioide sferice sau poliedrice grupate în jurul unui vas capilar sinusoidal dilatat.
- Ligamentul Luschka sau ligamentul uterosacral - o porțiune îngroșată a fasciei pelvine viscerale lângă colul uterin și vagin, care trece posterior în plica rectouterină (Douglas) pentru a se atașa pe fața anterioară a sacrului.
- Ligamentele Luschka sau ligamentele sternopericardice (Ligamenta sternopericardiaca) - benzi fibroase care trec de la pericard la stern.
- Mușchiul Luschka sau mușchiul ridicător anal (Musculus levator ani).
- Nervul recurent Luschka (ramura spinovertebrală a lui Luschka) sau ramura meningeală a nervilor spinali (Ramus meningeus nervorum spinalium) - o ramură din porțiunea inițială (mixtă) a fiecărui nerv spinal care reintră în orificiul intervertebral pentru a inerva meningele spinal, ligamentul longitudinal posterior, periferia posterolaterală a discului intervertebral și periostul vertebrelor.
- Nervul sfenoetmoidal Luschka sau nervul etmoidal posterior (Nervus ethmoidalis posterior) - o ramură a nervului nazociliar care asigură inervația senzorială a sinusului sfenoidal și a celulelor etmoidale posterioare.
- Orificiul Luschka sau orificiul lateral al ventriculului al IV-lea (Apertura lateralis ventriculi quarti) - una din cele două deschideri laterale ale receselor laterale ale ventriculului al IV-lea spre spațiul subarahnoidian, permițând trecerea lichidului cefalorahidian în spațiul subarahnoidian.
- Sinusul Luschka sau sinusul petroscuamos - sinus venos în sutura (scizura) petroscuamoasă a craniului.
- Tuberculul Luschka - un mic nodul osos sau fibrocartilaginous pe fața anterioară a unghiului superior (superomedial) al scapulei.

## Lucrări științifice
- Entwicklungsgeschichte der Formbestandtheile des Eiters und der Granulationen. Dissertation Freiburg, 1845.
- Die Nerven in der harten Hirnhaut. Tübingen, 1850.
- Die Nerven des menschlichen Wirbelcanals. Tübingen, 1850.
- Die Structur der serösen Häute des Menschen. Tübingen, 1851.
- Der Nervus phrenicus des Menschen. Tübingen, 1853.
- Die Adergeflechte des menschlichen Gehirns. Berlin, 1855.
- Die Brustorgane des Menschen in ihrer Lage. Tübingen, 1857.
- Die Halbgelenke des menschlichen Körpers. Berlin, 1858.
- Der Herzbeutel und die Fascia endothoracica. Denkschriften der kaiserlichen Akademie der Wissenschaften in Wien, 1859.
- Die Blutgefässe der Klappen des menschlichen Herzens. Denkschriften der kaiserlichen Akademie der Wissenschaften in Wien, 1859.
- Der Hirnanhang und die Steissdrüse des menschlichen Herzens. Berlin, 1860.
- Die Muskulatur am Boden des weiblichen Beckens. Denkschriften der kaiserlichen Akademie der Wissenschaften in Wien, 1861.
- Ueber polypöse Vegetationen der gesammten Dickdarmschleimhaut. Virchows Archiv für pathologische Anatomie und Physiologie und für klinische Medizin, Berlin, 1861, 20: 133-142.
- Die Anatomie des Menschen in Rücksicht auf die Bedürfnisse der praktischen Heilkunde bearbeitet. 3 Bde., Tübingen, 1862–1867.
- Die Anatomie des menschlichen Bauches/Die Anatomie des menschlichen Beckens. Laupp, Tübingen 1863–1864.
- Die Anatomie des menschlichen Halses/Die Anatomie der Brust des Menschen. Laupp, Tübingen 1862–1863.
- Die Venen des menschlichen Halses. Denkschriften der kaiserlichen Akademie der Wissenschaften in Wien, 1862.
- Der Schlundkopf des Menschen. Denkschriften der kaiserlichen Akademie der Wissenschaften in Wien, 1868.
- Die Lage der Bauchorgane des Menschen. 1873.
- Der Kehlkopf des Menschen. Laupp, Tübingen, 1871.